# Берлихинген, Гёц фон
Гёц фон Берлихинген, Готфрид фон Берлихинген (нем. Gottfried „Götz“ von Berlichingen zu Hornberg; ок. 1480, возможно Берлихинген или Ягстхаузен — 23 июля 1562, крепость Хорнберг) — швабский рыцарь, участник Крестьянской войны в Германии.

## Биография
Воспитанием руководил его дядя Конрад Берлихинген. Подобно большинству рыцарей, обученный смолоду одному лишь военному делу, он 15 лет от роду поступил сначала на службу маркграфа Фридриха Бранденбург-Ансбахского, а потом, когда между Рупертом Пфальцским и Альбрехтом V Баварским-Мюнхенским возгорелась война за право наследования Ландсгутской провинции, стал под знамёна последнего. При осаде города Ландсхута Берлихинген потерял правую руку, которую заменил железным протезом, из-за чего получил прозвище «Железная рука».
В 1519 году сражался против Швабского союза вместе с герцогом Ульрихом Вюртембергским и защищал Мекмюль. После храброй защиты этого укрепленного пункта выговорил себе свободное отступление, но неприятельский отряд, значительно превосходивший численностью горсть его воинов, предательски напал на него, взял его в плен и отвез в Гейльбронн, где он был отпущен на волю лишь в 1522 году, уплатив выкуп и дав клятву не мстить за совершенное над ним предательство.
Принимал также деятельное, хотя, по его собственным словам, вынужденное, участие в Крестьянской войне 1525 года. Известный как друг свободы и защитник прав народа, он был избран восставшими крестьянами в главные начальники и в качестве такового предотвращал во многих случаях, иногда с опасностью жизни, большие несчастья, не давая диким, недисциплинированным полчищам крестьян грабить и жечь.
Несмотря на несчастный исход Крестьянской войны, Берлихинген сначала было избежал неприятных последствий неудачи. Но вскоре после того по дороге в Штутгарт, куда он ездил по приглашению швабского союзного начальника Труксеса, на него напали союзники, одолели и взяли с него клятву предстать перед союзом, как только его вызовут. Берлихинген явился по требованию в Аугсбург, несмотря на просьбу своих друзей не появляться, и оставался там арестованным в течение 2 лет. Наконец в 1530 году был объявлен приговор, по которому он был оправдан и выпущен на волю с условием, что он будет жить в своем замке Хорнберг безотлучно, не сядет более на коня, не оставит своих владений, не проведет ночи вне своего замка, не будет мстить за свой плен ни сам, ни через своих друзей, а в случае неисполнения какого-либо пункта уплатит огромный по тому времени штраф в 25 000 гульденов. Кроме того, он должен был возместить убытки, причинённые городам Майнц и Вюрцбург. Многие друзья Берлихингена поручились своим состоянием за точное исполнение условий этого договора. Берлихинген прожил в своем имении безвыездно 11 лет и только после распада Швабского союза был помилован.
В 1541 император Карл V предложил Берлихингену примкнуть с сотней рыцарей к императорским войскам для борьбы с султаном Сулейманом. Гёц собрал несколько сот отлично вооруженных воинов и рыцарей, которые сочли за честь биться под его начальством. Три года спустя он вместе с императорскими войсками воевал против Франциска I. После заключения мира в Крепи в 1544 году он удалился в свой замок Хорнберг, где последние годы своей жизни провёл в спокойствии.
Хотя Берлихинген был сторонником Реформации, он был похоронен в католическом монастыре Шёнталь, где ему был возведен памятник.
Берлихинген оставил свою автобиографию, правдиво рисующую быт и нравы современной ему эпохи.

## В культуре
- Ему посвящена пьеса Гёте «Гёц фон Берлихинген» (Götz von Berlichingen). Слова, приписываемые Гёцу фон Берлихингену, приведённые в этой пьесе, известны как швабское приветствие и были использованы Моцартом в каноне Leck mich im Arsch.
- Гатс из манги Берсерк основаны на Гёце.[источник?]
- В пьесе Сартра «Дьявол и Господь Бог» (1951) рыцаря, ставшего предводителем крестьянского восстания в Германии, зовут Гёц.[7]

## Галерея

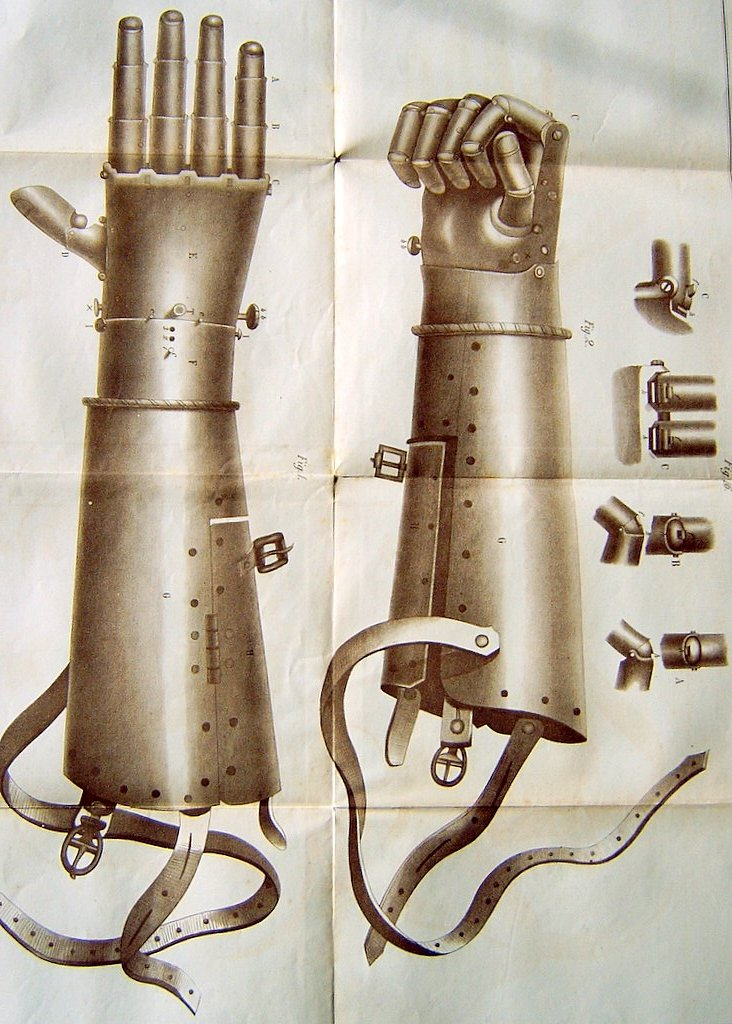
Железная протезная рука, которую носил фон Берлихинген
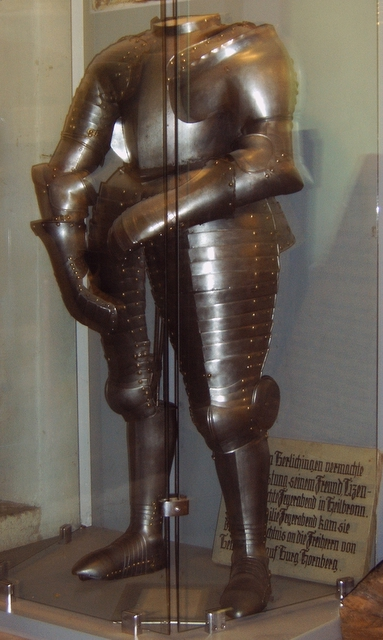
Его доспех, хранящийся в фамильной крепости Хорнберг
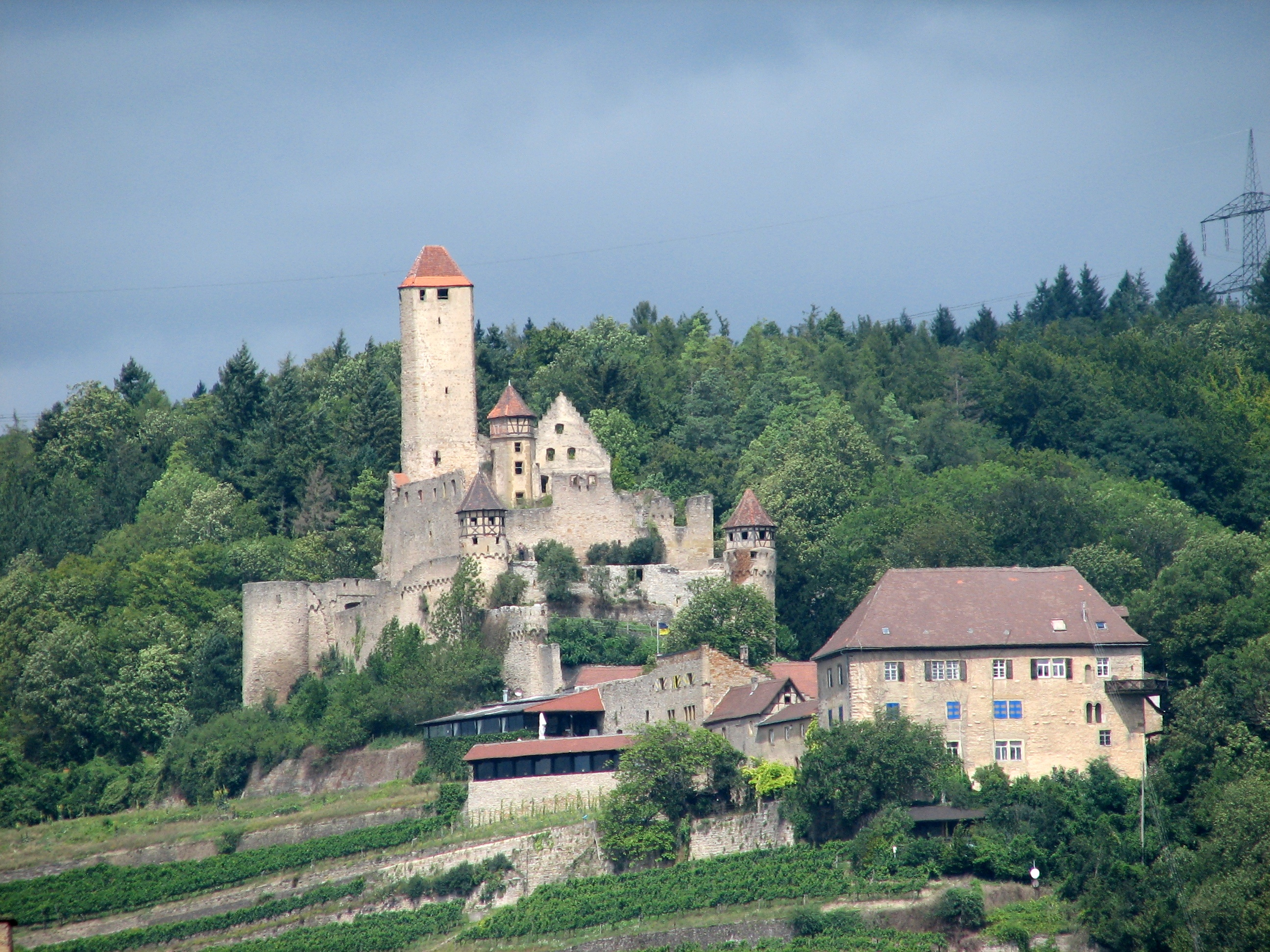
Крепость Хорнберг